# アーマーガールズ
アーマーガールズは、日本のアイドルユニット。愛称はアマガ。仮面女子を構成する4ユニットのひとつ。所属事務所はアリスプロジェクト。

## 概要
アイリッシュ音楽をベースとした“森ロック”を掲げたユニットで、鉄仮面と甲冑をイメージした衣装が特徴。
ジェイソンマスクのアリス十番、ガスマスクのスチームガールズに続く第3の仮面女子として、それまで「ぱー研!」として活動していたメンバー6名によって2013年12月31日に結成された。
ファンの総称は騎士団。
秋葉原の常設劇場・P.A.R.M.S（パームス）でほぼ毎日公演を行っている。

## メンバー

### 現メンバー
| 名前       | よみ          | 生年月日      | 出身地 | 愛称                | 担当カラー | 推しの総称       | 備考（他所属ユニット等）                                               |
| ---------- | ------------- | ------------- | ------ | ------------------- | ---------- | ---------------- | ---------------------------------------------------------------------- |
| 月野もあ   | つきの もあ   | 1994年3月7日  | 埼玉県 | もあっこ もあちゃん | 紫         | 月野軽音楽部     | 3代目センター、Prism、無限女子Forward、カランコエ                      |
| 桜矢穏空   | おうや しずく | 2004年8月22日 | 東京都 | しずきゅん          | 水色       | しずきゅんの部屋 |                                                                        |
| 蒼井乃々愛 | あおい ののあ | 2002年4月5日  | 大阪府 | ののあたん          | 緑         |                  | 2022/6/12イースターガールズ卒業後、東京2022/7/02アーマーガールズへ移籍 |

### 元メンバー
| 名前       | よみ             | 生年月日       | 出身地   | 愛称                | 担当カラー | 卒業日         | 備考（他所属ユニット等）                                                                   |
| ---------- | ---------------- | -------------- | -------- | ------------------- | ---------- | -------------- | ------------------------------------------------------------------------------------------ |
| 小野寺なほ | おのでらなほ     | 1994年8月28日  | 徳島県   | なほにゃん          | 青         | 2014年1月31日  | トッピング☆ガールズFINAL                                                                   |
| 伊藤みう   | いとう みう      | 1996年8月12日  | 東京都   | みうたん            | ピンク     | 2014年11月9日  | 初代センター、トッピング☆ガールズFINAL、Prism                                              |
| 星野愛実   | ほしの まなみ    | 1994年8月15日  | 千葉県   | まなみん            | 緑         | 2014年12月13日 |                                                                                            |
| 天木じゅん | あまき じゅん    | 1995年10月16日 | 兵庫県   | じゅんちゃん        | 赤         | 2015年3月11日  | アイドル妖怪カワユシ♥、街角景気☆仮面女子↑、ぴゅあふる 二代目ポイサン委員会                 |
| 愛沢美奈   | あいざわ みな    | 1992年5月24日  | 東京都   | みなちゃん らぶざわ | 黄         | 2015年3月11日  | 2代目リーダー、チェリーブロッサム                                                          |
| 黒木ひなこ | くろき ひなこ    | 1996年8月17日  | 神奈川県 | ひなこ              | 白         | 2016年12月18日 | 初代リーダー、2代目センター、アイドル妖怪カワユシ♥、街角景気☆仮面女子↑、チェリーブロッサム |
| 山下ゆあ   | やましたゆあ     | 1996年8月23日  | 神奈川県 | ゆあちゃん          | 黄         | 2017年10月17日 | ぱー研、仮面女子候補生、アレアガールズ 現在山内ゆあとして他事務所ニコニコ♡LOVERSに在籍     |
| 楠木まゆ   | くすのき まゆ    | 1992年10月13日 | 東京都   | まゆちゃん          | 青         | 2018年1月20日  | 肉汁ガールズ、チェリーブロッサム※アリス十番へ昇格                                          |
| 北村真姫   | きたむら まき    | 1995年3月2日   | 静岡県   | まきてぃ            | 赤         | 2018年4月7日   | Prism                                                                                      |
| 鷹藤ひの   | たかふじ ひの    | 1990年9月13日  | 東京都   | ひのぴ              | 緑         | 2019年8月18日  | トッピング☆ガールズFTTB、ほわいと☆milk                                                     |
| 窪田美沙   | くぼた みさ      | 1994年3月25日  | 京都府   | みーしゃん          | オレンジ   | 2019年12月7日  | 3代目リーダー、ゲームガールズ、トッピング☆ガールズFINAL、ほわいと☆milk                     |
|            |                  |                |          |                     |            |                |                                                                                            |
| 百瀬ひとみ | ももせ ひとみ    | 1996年3月10日  | 大分県   | ももみん            | 桃         | 2020年9月5日   | 肉汁ガールズ、ほわいと☆milk                                                                |
| 上下碧     | うえした あお    | 1995年2月16日  | 愛知県   | あおちゃん          | 青         | 2021年8月16日  |                                                                                            |
| 星流さりあ | せいら さりあ    | 1998年9月20日  | 大阪府   | さりあ              | オレンジ   | 2022年3月1日   | トッピングガールズIRDK、ほわいと☆milk卒業後、イースターガールズへ移籍                      |
| 野咲わか   | のざき わか      | 1996年3月22日  | 大阪府   | わかちゃん          | 水色       | 2022年3月5日   | 4代目リーダー、チェリーブロッサム                                                          |
| 瀬名深月   | せな みつき      | 2000年7月9日   | 東京都   | みっきー            | 黄         | 2022年12月3日  | トッピングガールズIRDK、ほわいと☆milk                                                      |
| 北川美咲   | きたがわ みさき  | 1998年12月17日 | 島根県   | みさきんとん        | 白         | 2022年12月20日 | トッピングガールズIRDK、チェリーブロッサム                                                 |
| 坂の上楓   | さかのうえかえで | 1997年11月28日 | 滋賀県   | かえで              | 赤         | 2022年12月26日 |                                                                                            |

## 活動略歴
2013年
- 12月31日 - ぱー研!のメンバー6名（黒木ひなこ・伊藤みう・小野寺なほ・天木じゅん・窪田美沙・星野愛実）が揃って昇格する形で、アーマーガールズ結成。常設劇場・P.A.R.M.S（パームス）にてデビュー。
- 12月31日 - 初代リーダーに黒木ひなこが就任。

2014年
- 1月31日 - 小野寺なほが脱退。
- 2月18日 - 仮面女子として初ステージ。
- 5月3日 - 仮面女子としてZepp Tokyoにてワンマンライブを行う。
- 6月21日・22日 - 初ワンマンライブ開催(P.A.R.M.S2部にて)。
- 8月10日 - 2代目ぱー研!から愛沢美奈、月野もあの2人が加入(P.A.R.M.S2部にて)。
- 8月23日 - 黒木ひなこ生誕祭にて、黒木がセンターになることが発表された。
- 9月2日 - 黒木ひなこがセンターに専念し、愛沢美奈が2代目リーダーに就任。
- 11月9日 - 伊藤みうが卒業。
- 12月13日 - 星野愛実が卒業。

2015年
- 3月11日 - 愛沢美奈、天木じゅんが卒業。（天木は事務所に残りグラビア等の仕事に専念する。）
- 4月26日 - ぱー研！から百瀬ひとみ、楠木まゆの2人が加入。
- 5月4日 - 窪田美沙が3代目リーダーに就任した事が発表される。
- 9月12日 - 北村真姫が加入。
- 10月1日 - 天木じゅんが10月1日付でワタナベエンターテインメントへ移籍。

2016年
- 11月21日 - 黒木ひなこが卒業と芸能界引退を発表。
- 12月18日 - 黒木ひなこが卒業。

2017年
- 3月12日 - 山下ゆあが加入。月野もあがセンターに。
- 4月15日 - 月野もあがセンターの証である白甲冑に就任。
- 10月17日 - 山下ゆあが卒業。

2018年
- 1月20日 - 1部公演にて、楠木まゆ卒業。　※アリス十番へ昇格
- 1月20日 - 2部公演にて、鷹藤ひの、胡桃そらが加入。
- 2月11日 - 北村真姫が卒業を発表。
- 4月7日 - 北村真姫が卒業｡
- 8月16日 - 2部公演にて、野咲わかが加入。

2019年
- 6月6日 - 鷹藤ひのが卒業を発表。
- 8月18日 - 2部公演にて、鷹藤ひのが卒業。
- 9月9日 - 窪田美沙が卒業を発表。
- 12月7日 - 2部公演にて、窪田美沙が卒業。窪田の指名により、野咲わか4代目リーダーに就任。
- 12月23日 - 胡桃そらが卒業を発表。

2020年
- 2月2日 - 2部公演にて、胡桃そらが卒業。
- 2月13日 - 2部公演にて、星流さりあ、瀬名深月が加入。
- 7月23日 - 3部公演にて、上下碧が加入。
- 9月5日 - 4部公演にて、百瀬ひとみが卒業。

2021年
- 6月20日 - 2部公演にて、北川実咲が加入。
- 8月16日 - 1部及び2部公演にて、上下碧が卒業。

2022年
- 3月1日 - 2部公演にて、星流さりあが卒業。イースターガールズへ移籍。
- 3月5日 - 仮面女子公式ブログにて、野咲わかの卒業と退所を発表。
- 5月29日 - 2部公演にて、坂の上楓、桜矢穏空が加入。
- 7月2日 - 2部公演にて、蒼井乃々愛が加入。
- 12月3日 - 2部公演にて、瀬名深月が卒業。
- 12月20日 - 仮面女子公式ブログにて、北川実咲の卒業と退所を発表。
- 12月26日 - 2部公演にて、坂の上楓が卒業。

## 楽曲
- 鋼鉄少女
- ココロイド
- アナタトナLOVER
- 鋼鉄愛（あいあんあい）
- ミツろぅのテーマ
- 騎士になるのだっ！
- CLAP!
- 祭・アドベンチャー
- A!chu!A!chu!↑（初披露時のアーマーガールズメンバーによる作詞）
- だんご三兄弟
- オー☆シャンゼリゼ
- オモイデサLOVER
- しゃにむにダッシュ
- MY☆LIFE
- パレヱドロンド
- PROUD☆KNIGHT（月野もあ作詞）

## 出演

### テレビアニメ
- TO BE HERO（2016年10月 - 、TOKYO MX 他） - ミンちゃん（月野）[9]

### （ユニット）
- 仮面女子
- AliceProject -Official Site- - ウェイバックマシン（2010年8月6日アーカイブ分）
- アーマーガールズ Official Web Site - ウェイバックマシン（2013年12月18日アーカイブ分）
- アーマーガールズオフィシャルブログ
- アーマーガールズFacebook

### （メンバー）
- 黒木ひなこ「ひなにっき～夢に向かってとりゃっ♪(´∪`○)ゝ」
- 窪田美沙「みっさみさにしてやんよ～♥！」
- 月野もあ「月野もあのOne moa chance」
- 百瀬ひとみ「ももみんの、ひとみんみんぜみ！」
- 楠木まゆ「まゆちゃんといっしょ」
- 北村真姫「まきてぃわーるど」
- 星野愛実「まなみのめ」
- 肉汁ガールズ オフィシャルブログ
- 山下ゆあオフィシャルブログ「 ゆあゆあDay 」
- 鷹藤ひのオフィシャルブログ「ひのちゃんねる？？？？？」
- 野咲わかオフィシャルブログ「149.5㎝の夢」